# Rovellasca

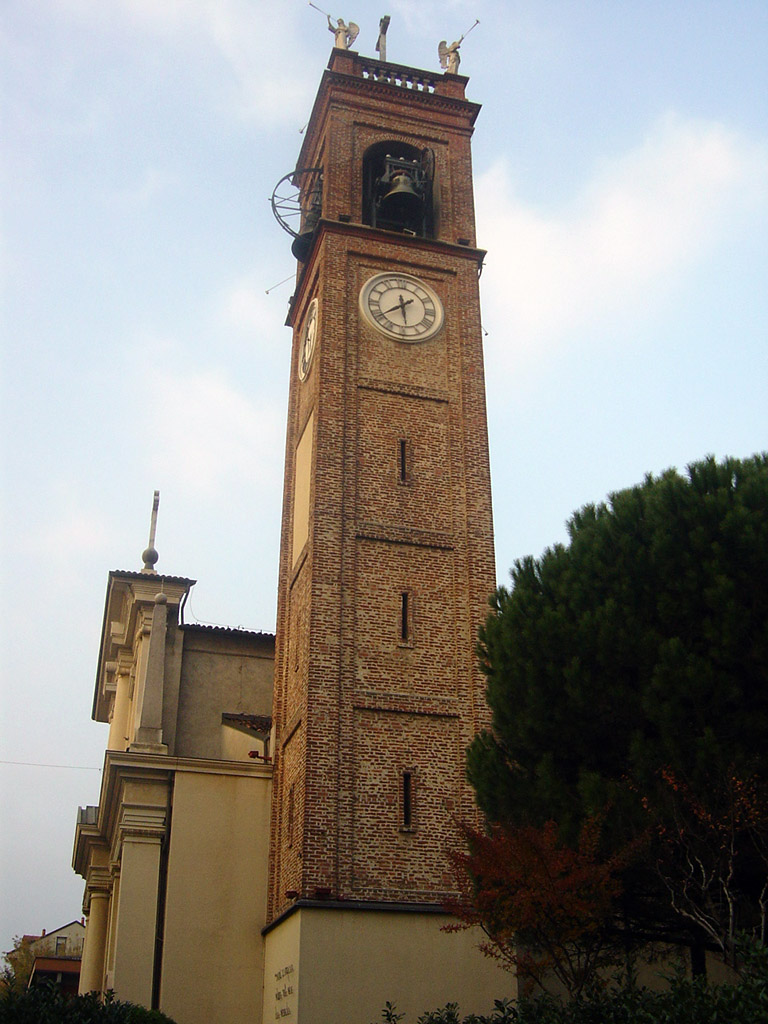
Kirchturm

Rovellasca ist eine norditalienische Gemeinde (comune) in der Provinz Como in der Lombardei. 

## Lage und Einwohner
Die Gemeinde liegt rund 20 Kilometer südsüdwestlich von der Provinzhauptstadt Como an der Lura. Sie umfasst die Fraktion Manera und hat 7996 Einwohner (Stand 31. Dezember 2023). Rovellasca grenzt unmittelbar an die Provinz Monza und Brianza. 
Die Nachbargemeinden sind: Bregnano, Lazzate (MB), Lomazzo, Misinto (MB) und Rovello Porro. 

## Geschichte
Die Ortschaft Rovellasco wird urkundlich erstmals 1286 erwähnt, wenngleich Siedlungsfunde auf ein Bestehen seit dem zweiten Jahrhundert vor Christus hindeuten.

## Verkehr
Im Ortsteil Manera liegt der Bahnhof der Gemeinde an der Bahnstrecke Saronno–Como.

## Sport
- Sport Club Rovellasca 1910

## Persönlichkeiten
- Giovanni Battista Grassi (* 27. März 1854 in Rovellasca; † 4. Mai 1925 in Rom), Anatom, Zoologe und Parasitologe
- Marco Cattaneo (* 1957), Radrennfahrer
- Gianluca Introzzi, Physiker
- Bruno Maggioni, Priester und Theologe